# Renard Epervier
Renard Epervier là một mẫu thử máy bay tiêm kích cánh đơn của Bỉ, do anh em nhà Renard chế tạo.

## Tính năng kỹ chiến thuật (Type 2bis)
Đặc điểm tổng quát
- Kíp lái: 1
- Chiều dài: 7 m (22 ft 11⅔ in)
- Sải cánh: 10,20 m (33 ft 5⅔ in)
- Chiều cao: 2,76 m (9 ft 0⅔ in)
- Diện tích cánh: 20 m² (215,28 ft²)
- Trọng lượng rỗng: 794 kg (1.750 lb)
- Trọng lượng có tải: 1.300 kg (2.866 lb)
- Động cơ: 1 × Gnome-Rhone kiểu động cơ piston bố trí tròn, làm mát bằng không khí, 358 kW (480 hp)

 Hiệu suất bay 
- Vận tốc cực đại: 273 km/h (170 mph)
- Vận tốc lên cao: 8 phút lên độ cao 1.000 m (8 phút lên độ cao 3.280 ft)

Trang bị vũ khí

- Súng: 2 x súng máy 7,7 mm